# Pertjajah Luhur
Pertjajah Luhur (PL) est un parti politique au Suriname, fondé le 5 décembre 1998 par son actuel chef Paul Somohardjo (nl) après une scission avec le Pendawa Lima (nl). Le parti est principalement composé de surinamais d'origine javanaise. Le PL fait partie du gouvernement Santokhi-Brunswijk.

## Résultats électoraux

### Élections législatives
| Élection | Siège  | Gouvernement |
| -------- | ------ | ------------ |
| 2000     | 5 / 51 | Gouvernement |
| 2005     | 6 / 51 | Gouvernement |
| 2010     | 6 / 51 | Gouvernement |
| 2015     | 2 / 51 | Opposition   |
| 2020     | 2 / 51 | Gouvernement |